# Llamada selectiva

Visualización de tonos de selcall

La llamada selectiva o Selcall, es un tipo de protocolo de silenciamiento squelch utilizado en sistemas de comunicaciones por radio, en el que las transmisiones incluyen una breve ráfaga de tonos de audio secuenciales. Los receptores que están configurados para responder a la secuencia de tonos transmitida abrirán su silenciador, mientras que otros permanecerán silenciados.
Selcall es un protocolo de señalización de radio que se utiliza principalmente en Europa, Asia, Australia y Nueva Zelanda, y continúa incorporándose en equipos de radio comercializados en esas áreas, en paralelo a la llamada selectiva digital.

## Detalles
La transmisión de un código selcall implica la generación y secuenciación de una serie de tonos audibles predefinidos. Tanto las frecuencias de tono como, a veces, los períodos de tono, deben ser conocidos de antemano tanto por el transmisor como por el receptor. Cada tono predefinido representa un solo dígito. Por lo tanto, una serie de tonos representa una serie de dígitos que representan un número. El número codificado en una ráfaga de selcall se utiliza para dirigirse a uno o más receptores. Si el receptor está programado para reconocer un número determinado, entonces activará el altavoz para que se pueda escuchar la transmisión; un número no reconocido se ignora y, por lo tanto, el receptor permanece silenciado.

### Conjuntos de tonos
Un conjunto de tonos de selcall contiene 16 tonos que representan 16 dígitos. Los dígitos corresponden a los 16 dígitos hexadecimales, es decir, 0-9 y AF. Los dígitos AF normalmente se reservan para fines de control. Por ejemplo, el dígito "E" se utiliza normalmente como dígito de repetición. Hay ocho conjuntos de tonos de selcall bien conocidos.
| Dígito | CCIR    | EEA     | EIA     | ZVEI I  | ZVEI II | ZVEI III | DZVEI   | PZVEI   |
| ------ | ------- | ------- | ------- | ------- | ------- | -------- | ------- | ------- |
| 0      | 1981 Hz | 1981 Hz | 600 Hz  | 2400 Hz | 2400 Hz | 2400 Hz  | 2200 Hz | 2400 Hz |
| 1      | 1124 Hz | 1124 Hz | 741 Hz  | 1060 Hz | 1060 Hz | 1060 Hz  | 970 Hz  | 1060 Hz |
| 2      | 1197 Hz | 1197 Hz | 882 Hz  | 1160 Hz | 1160 Hz | 1160 Hz  | 1060 Hz | 1160 Hz |
| 3      | 1275 Hz | 1275 Hz | 1023 Hz | 1270 Hz | 1270 Hz | 1270 Hz  | 1160 Hz | 1270 Hz |
| 4      | 1358 Hz | 1358 Hz | 1164 Hz | 1400 Hz | 1400 Hz | 1400 Hz  | 1270 Hz | 1400 Hz |
| 5      | 1446 Hz | 1446 Hz | 1305 Hz | 1530 Hz | 1530 Hz | 1530 Hz  | 1400 Hz | 1530 Hz |
| 6      | 1540 Hz | 1540 Hz | 1446 Hz | 1670 Hz | 1670 Hz | 1670 Hz  | 1530 Hz | 1670 Hz |
| 7      | 1640 Hz | 1640 Hz | 1587 Hz | 1830 Hz | 1830 Hz | 1830 Hz  | 1670 Hz | 1830 Hz |
| 8      | 1747 Hz | 1747 Hz | 1728 Hz | 2000 Hz | 2000 Hz | 2000 Hz  | 1830 Hz | 2000 Hz |
| 9      | 1860 Hz | 1860 Hz | 1869 Hz | 2200 Hz | 2200 Hz | 2200 Hz  | 2000 Hz | 2200 Hz |
| A      | 2400 Hz | 1055 Hz | 2151 Hz | 2800 Hz | 885 Hz  | 885 Hz   | 825 Hz  | 970 Hz  |
| B      | 930 Hz  | 930 Hz  | 2433 Hz | 810 Hz  | 825 Hz  | 810 Hz   | 740 Hz  | 810 Hz  |
| C      | 2247 Hz | 2400 Hz | 2010 Hz | 970 Hz  | 740 Hz  | 2800 Hz  | 2600 Hz | 2800 Hz |
| D      | 991 Hz  | 991 Hz  | 2292 Hz | 885 Hz  | 680 Hz  | 680 Hz   | 885 Hz  | 885 Hz  |
| E      | 2110 Hz | 2110 Hz | 459 Hz  | 2600 Hz | 970 Hz  | 970 Hz   | 2400 Hz | 2600 Hz |
| F      | 1055 Hz | 2247 Hz | 1091 Hz | 680 Hz  | 2600 Hz | 2600 Hz  | 680 Hz  | 680 Hz  |

### Período del tono
Las características físicas de la secuencia de tonos transmitida están estrictamente controladas. Cada tono se genera durante un período predefinido, del orden de decenas de milisegundos . Cada tono subsiguiente se transmite inmediatamente después del anterior durante el mismo período, hasta que se completa la secuencia. Los períodos de tono típicos incluyen: 20 ms, 30 ms (a veces 33 ms), 40 ms, 50 ms, 60 ms, 70 ms, 80 ms, 90 ms y 100 ms.
Cuanto más largo sea el período del tono, más fiable será la decodificación de la secuencia de tonos. Naturalmente, cuanto más largo sea el período del tono, mayor será la duración de la ráfaga de tono de selcall; ráfagas más largas pueden ser suficientes para obligar al usuario a hacer una pausa antes de hablar, especialmente si se utiliza el esquema ANI de vanguardia .
Una selección de período de tono típica es de 40 ms, por lo que para una secuencia de 5 tonos esto representa una duración total de selcall de 5 x 40 ms = 200 ms. Sin embargo, esto depende del proveedor y, por ejemplo, las transmisores comerciales de Ericsson utilizan una selección de período de tono de 100 ms, donde el primer tono es de 700 ms. Los 700 ms se utilizan en el primer tono y permiten que las transmisores ejecuten un escaneo de tonos en varios canales sin perder una llamada.

### Repetición
Cada tono en una secuencia de selcall debe ser único. Normalmente, el dispositivo receptor no puede discriminar entre dos tonos consecutivos, donde la frecuencia de esos dos tonos es la misma; es decir, dos tonos consecutivos con la misma frecuencia se decodificarán como un solo dígito. Por lo tanto, cuando haya dos dígitos consecutivos a transmitir que sean iguales, el segundo dígito será reemplazado por el dígito repetido . El dígito repetido casi siempre se asigna como "E". En la recepción, si el dispositivo receptor decodifica una secuencia que contiene un dígito repetido, lo sustituirá por el dígito anterior, reconstituyendo así la secuencia original.
Por ejemplo; la secuencia "12334" en realidad se transmite como "123E4".
Si una transmisión tuviera múltiples repeticiones, como "12333", se transmitiría como "123E3" para no tener el mismo problema nuevamente.

## Implementaciones

### Identificación automática de números
La identificación automática de números, o ANI, es un esquema que utiliza selcall para fines de identificación. Normalmente, una radio móvil estará configurada para transmitir una secuencia selcall preconfigurada cuando el usuario presiona el botón " pulsar para hablar " (PTT), que lo identificará automáticamente ante otros dispositivos que escuchan en la misma frecuencia en la red de radio.
Hay dos esquemas ANI: de borde de ataque y de borde de posterior. La ANI de vanguardia transmitirá la secuencia selcall tan pronto como el usuario presione el botón PTT. La ANI de borde posterior transmitirá la secuencia selcall tan pronto como el usuario suelte el botón PTT.
Algunas implementaciones de selcall utilizan el último dígito de la secuencia de selcall para indicar algún tipo de estado o condición, por ejemplo, emergencia o coacción. Tanto los dispositivos de transmisión como los de recepción están configurados de tal manera que atribuyen el mismo significado a cada uno de los códigos de estado. A menudo, un dispositivo que decodifica un determinado estado puede mostrar un mensaje predefinido para alertar al usuario.
Juntos, ANI y el estado proporcionan una forma conveniente de transmitir información rápidamente a través de la red de radio, sin que el usuario tenga que hablar. Por ejemplo, un paramédico de ambulancia en el campo, luego de encontrarse con alguna emergencia, puede simplemente presionar y soltar el botón PTT en su radio para señalar su situación a la base. La ANI identificará a la persona que llama, el código de estado indicará el escenario y la base puede enviar asistencia según sea necesario.

### Brecha de estatus
Una variación de la transmisión selcall que incluye un código de estado es que el dispositivo de transmisión inserta uno o dos períodos de silencio entre los tonos anteriores y el tono de estado; el llamado intervalo de estado. Otra variación es prolongar el tono de estado por otro período de tono; el llamado tono de estado de dos períodos de tono.

## Implementaciones propietarias
El nombre de Motorola es Select 5 en los folletos comerciales de equipos obsoletos comercializados en Europa como los móviles Syntor, los móviles Syntor X, los móviles Mitrek, los móviles Mostar y los móviles Maxar.

### Como identificador pulsar para hablar
Un formato propietario similar de Motorola utilizaba una secuencia de siete tonos y se llamaba MODAT . Las transmisores con esta opción se comercializaron en los EE. UU. durante las décadas de 1970 y 1980. Los codificadores MODAT en transmisores Motorola se pueden configurar para enviar secuencias de cinco tonos con planes de código compatibles con CCIR, ZVEI o el formato secuencial de siete tonos propietario de Motorola. Estos sistemas envían secuencias de tonos para identificar una unidad (ID de unidad) en lugar de realizar llamadas selectivas. Algunos sistemas utilizan CTCSS y MODAT. En una aplicación de identificación de unidad, cada radio tiene un código diferente de cinco o siete tonos. Cada vez que se presiona el pulsar para hablar, se transmite la secuencia de tonos. Este código se muestra en la consola de despacho para identificar qué unidad ha llamado. En algunos casos, el código se traduce a un número de vehículo u otro identificador.